# Tường thành Aurelianus
Tường thành Aurelianus  (tiếng Latinh: Muri Aureliani; tiếng Ý: Mura aureliane) hay còn gọi là tường thành Aurelian là bức tường thành được xây dựng trong thời trị vì của hoàng đế La Mã Aurelianus và Probus. Nó đóng vai trò thay thế tường thành Servius được xây dựng vào đầu thế kỷ thứ IV trước Công Nguyên.
Tường thành này bao quanh tất cả bảy ngọn đồi La Mã thêm với Quảng trưởng Martius và một phần bờ tây của dòng sông Tevere, khu vực quận Trastevere, hai bờ sông nằm trong giới hạn của tường thành dường như không được dựng thành, mặc dù chúng được củng cố dọc theo Quảng trường Martius. Diện tích của toàn bộ khu vực tường thành bao quanh là 1400 hecta.

## Cổng thành

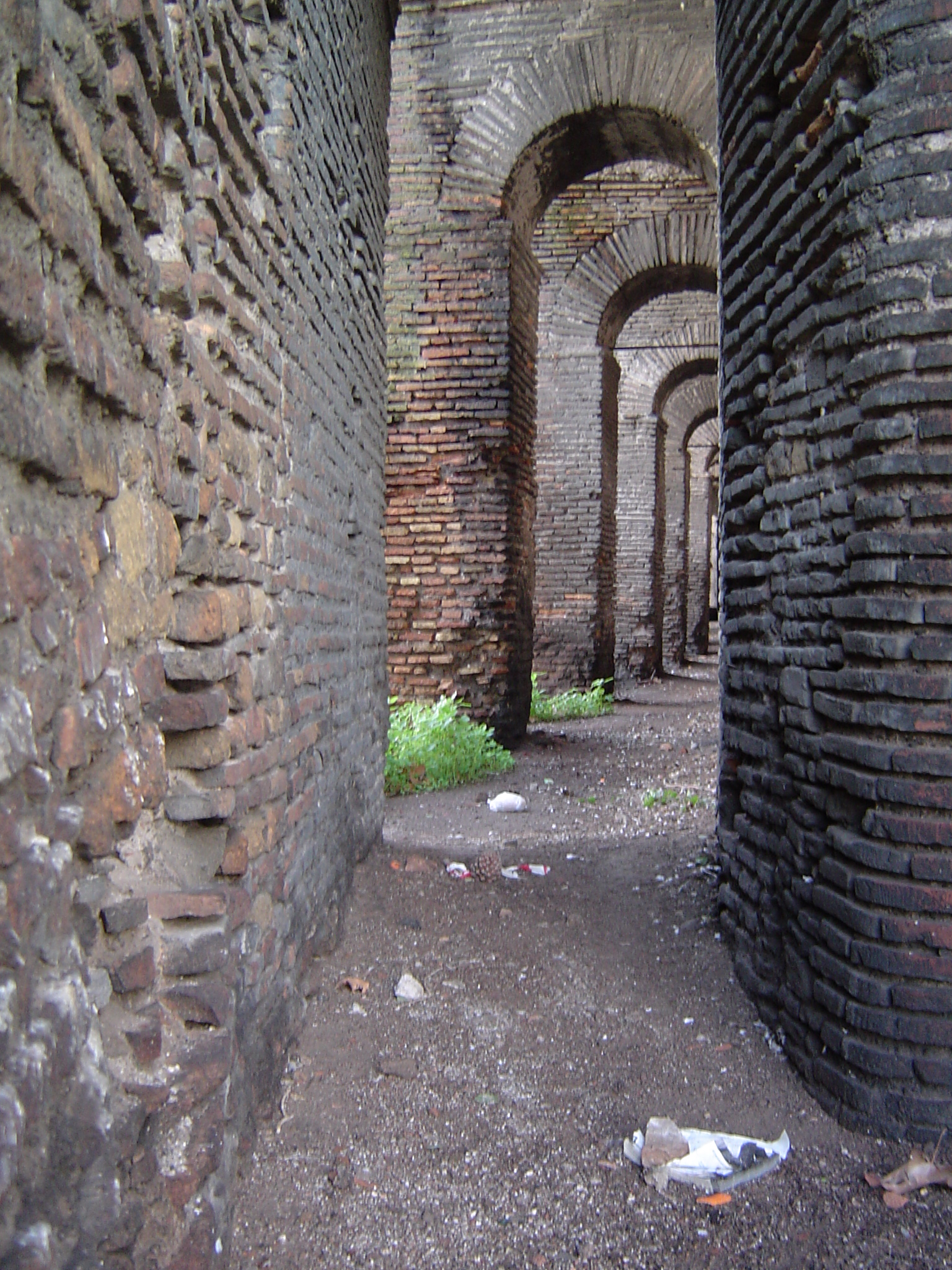
Lối đi trạm canh gác gần Cổng Metronia.

Danh sách các cổng thành tính từ điểm cùng ở hướng bắc và theo chiều kim đồng hồ:
- Cổng Popolo (Cổng Flaminia) – đây là nơi bắt đầu đường Flaminia
- Cổng Pinciana
- Cổng Salaria – nơi bắt đầu đường Salaria
- Cổng Pia – bắt đầu đường Nomentana mới
- Cổng Nomentana – bắt đầu đường Nomentana cũ
- Cổng Praetoriana – lối vào cũ của Castra Praetoria, quân tại của Cận vệ của Hoàng đế La Mã
- Cổng Tiburtina – bắt đầu đường Tiburtina
- Cổng Maggiore (Cổng Praenestina) – nơi ba cây cầu dẫn nước gặp nhau, và đường Praenestina bắt đầu
- Cổng San Giovanni – gần Tổng lãnh vương cung thánh đường Thánh Gioan Latêranô
- Cổng Asinaria – nơi bắt đầu đường Tuscolana cũ
- Cổng Metronia
- Cổng Latina – bắt đầu đường Latina
- Cổng San Sebastiano (Cổng Appia) – bắt đầu đường Appia
- Cổng Ardeatina
- Cổng San Paolo (Cổng Ostiense) – kế bên Kim tự tháp Cestius, dẫn tới Vương cung thánh đường Thánh Phaolô Ngoại thành, và là nơi đường Ostiense bắt đầu

Cổng thành tại khu Trastevere (tính từ điểm tận nam và theo chiều kim đồng hồ):
- Cổng Portuensis
- Cổng Aurelia Pancraziana
- Cổng Settimiana
- Cổng Aurelia-Sancti Petri

## Thư viện ảnh

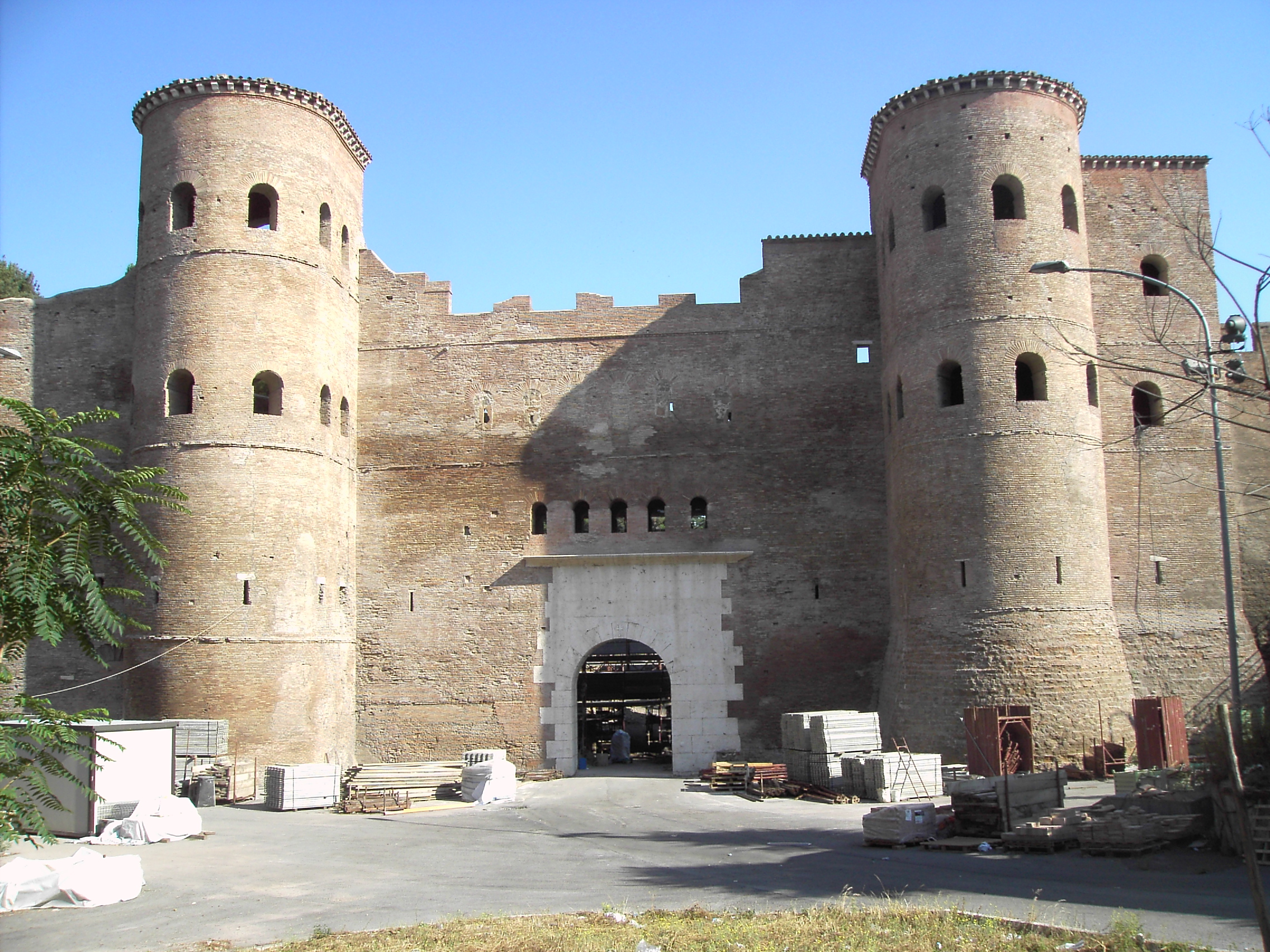
Cổng Asinaria.
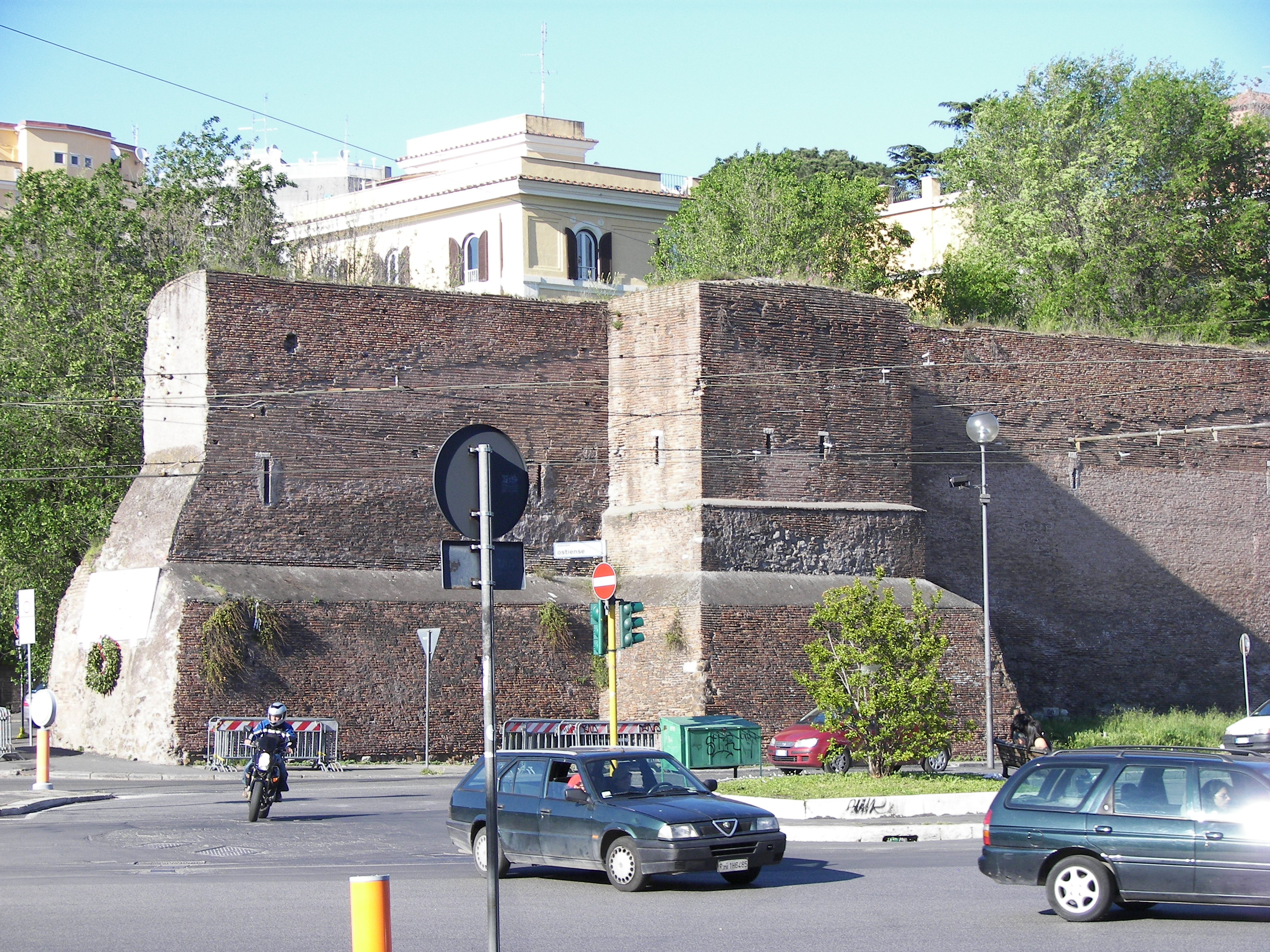
Một đoạn tường thành gần Kim tự tháp Cestius.
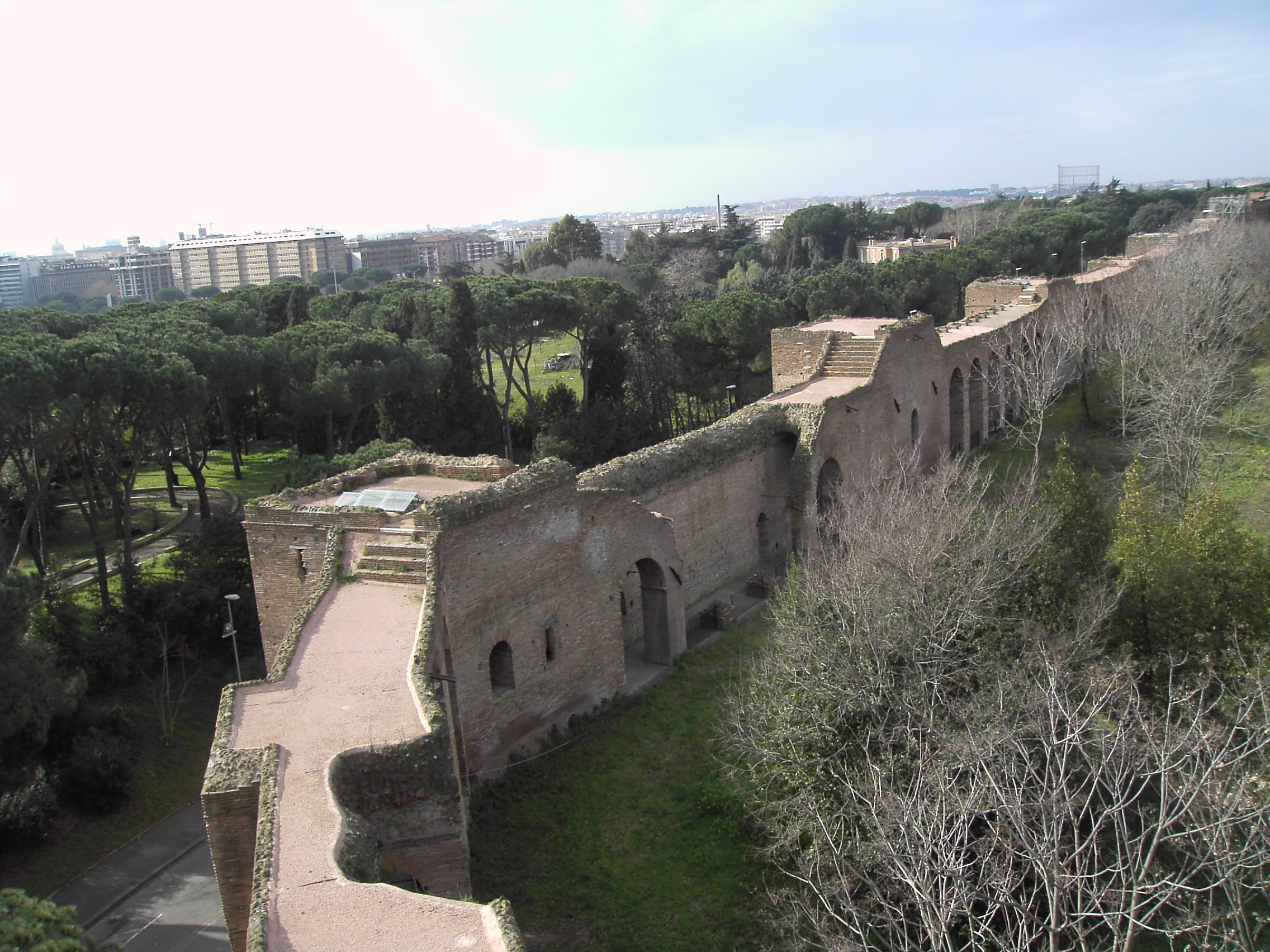
nhìn từ phía bên trong gần Cổng San Sebastiano.
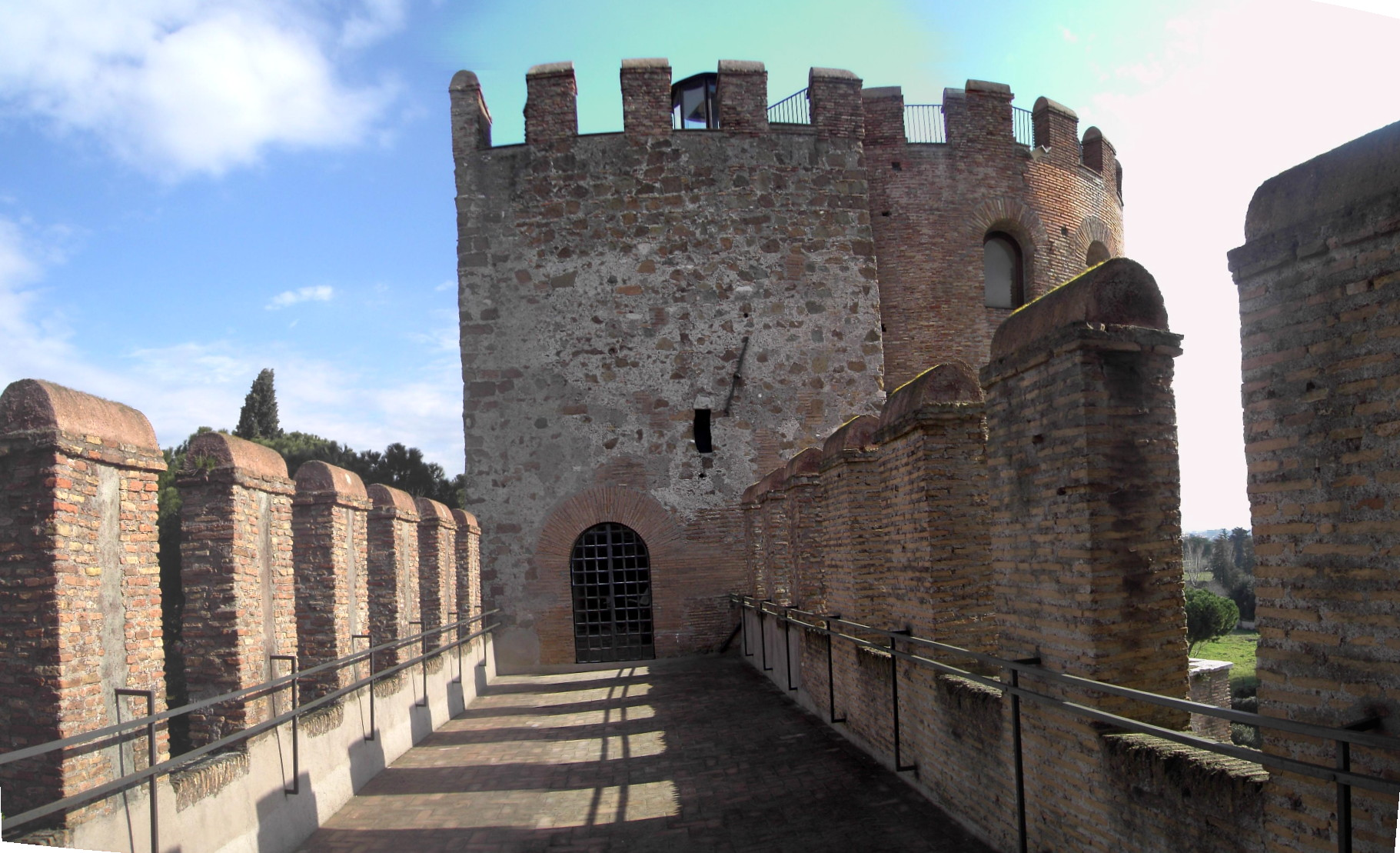
Một đoạn thành được phục chế giữa các ngọn tháp canh.
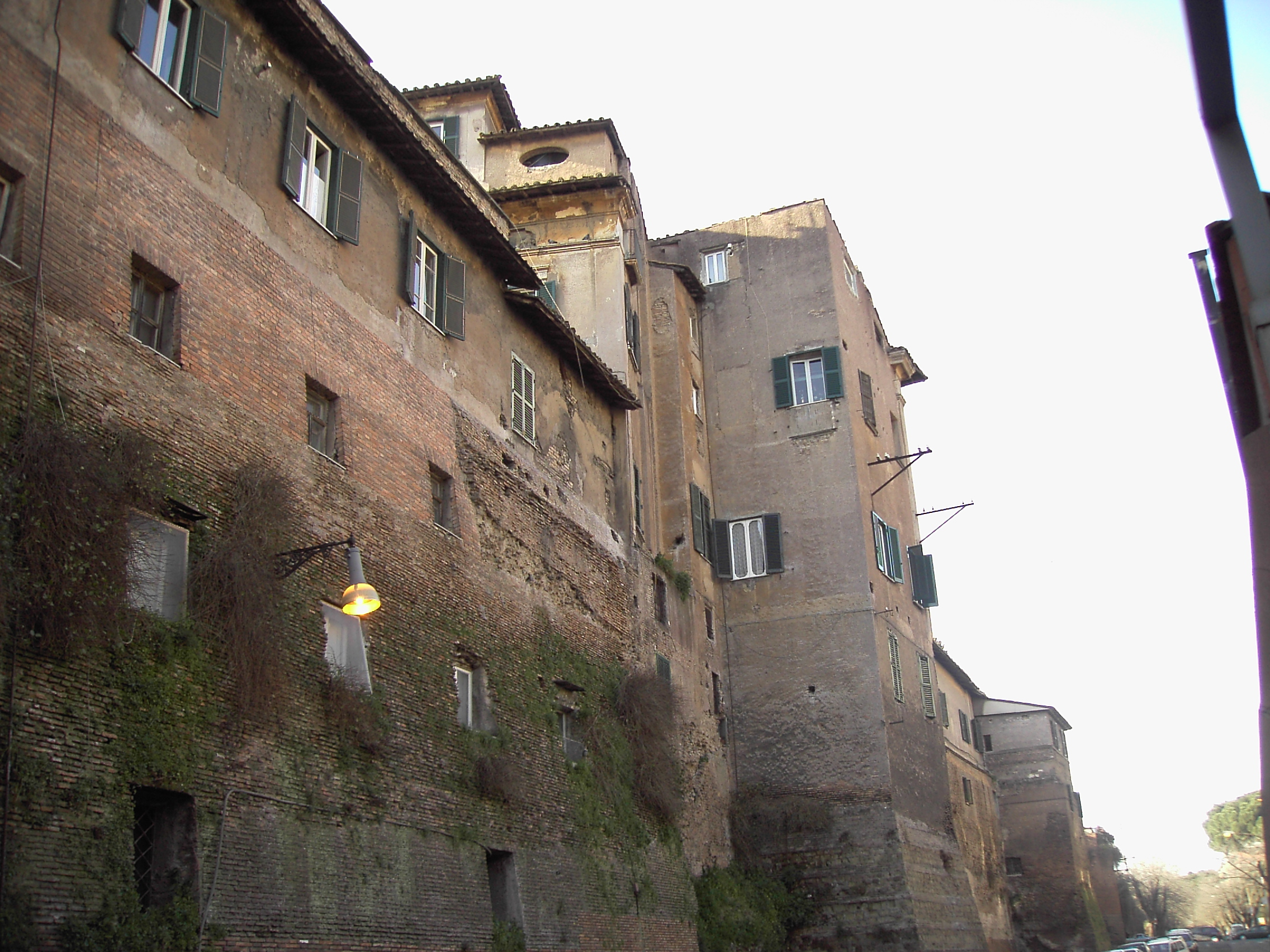
Các đoạn của tường thành và tháp của nó trở thành các công trình dân sự tại thành phố Roma.
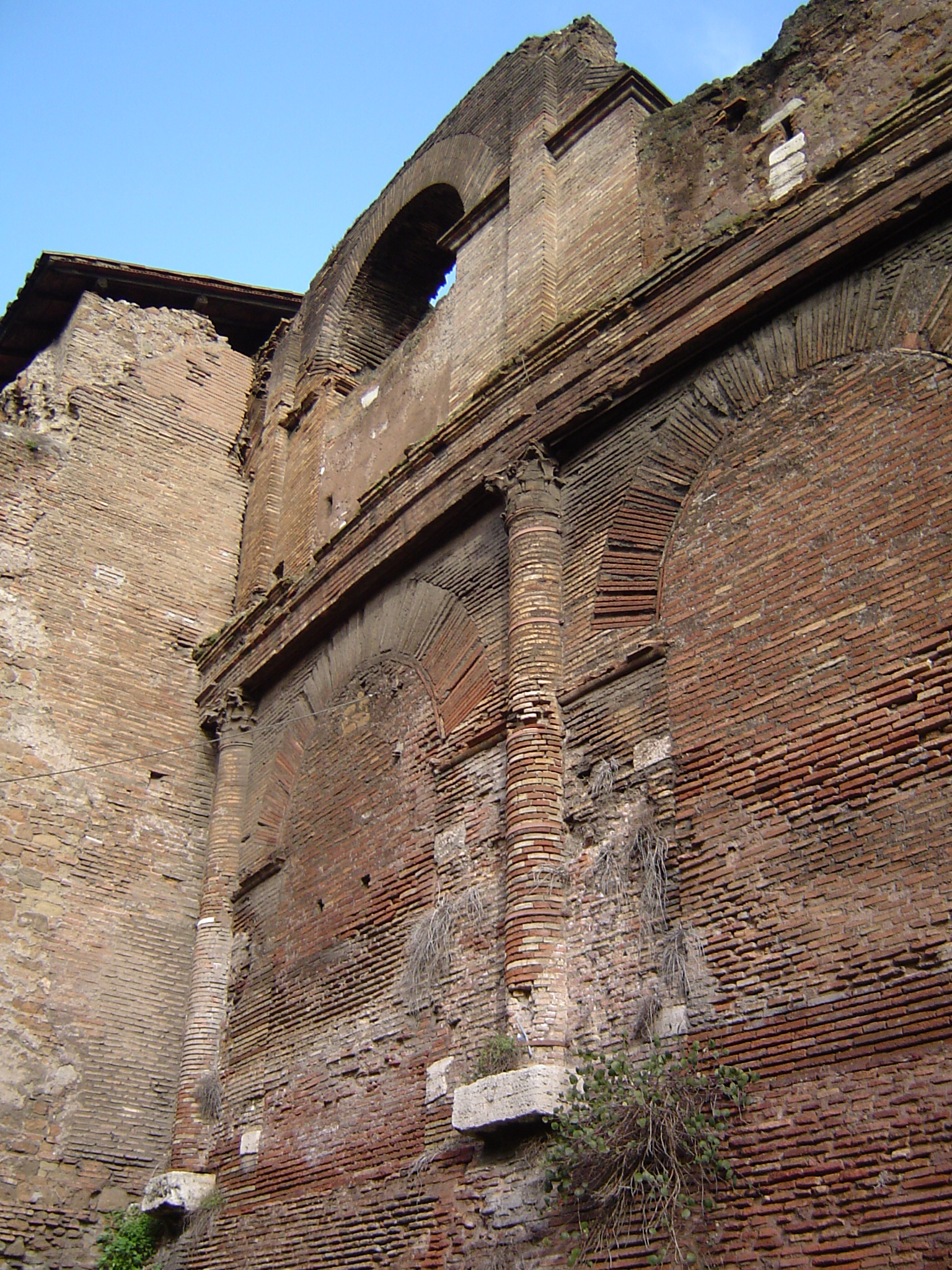
Tường thành 1700 tuổi được xây dựng bằng bê tông và gạch nung.
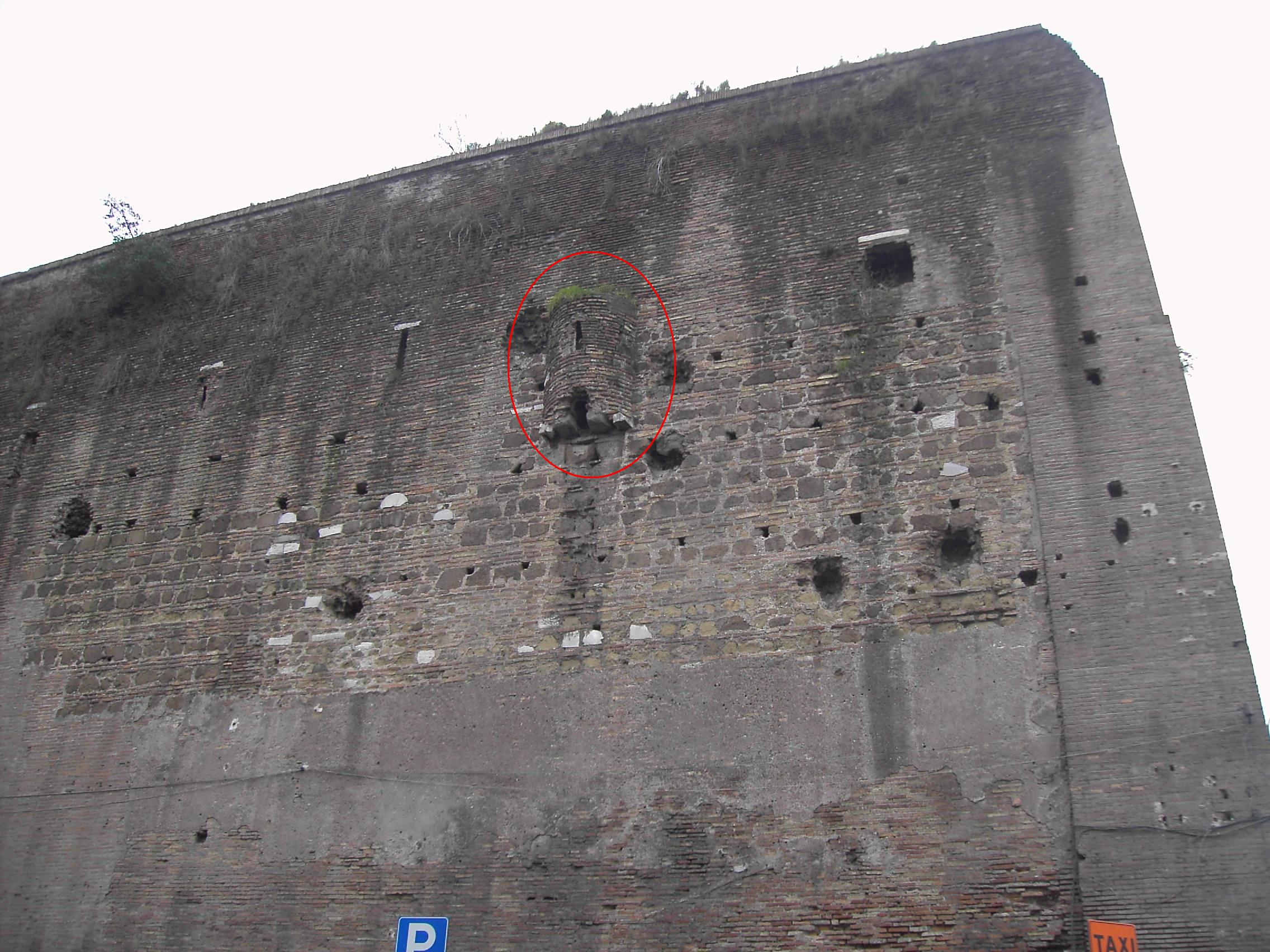
Một nhà xí doanh trại (đánh dấu bằng vòng màu đỏ) được xây dựng trên bức tường thành gần Cổng Salaria.